# Kenneth Brown (Eishockeyspieler)
Kenneth „Ken“ Brown (* 18. August 1956 in Kitchener, Ontario) ist ein ehemaliger kanadischer Eishockeyspieler, der seine gesamte Karriere im deutschsprachigen Raum verbracht und dort unter anderem für den ESV Kaufbeuren in der Bundesliga gespielt hat. Mit 100 Treffern in einer Spielzeit stellte er beim ESVK in der Zweitliga-Saison 1979/80 einen Torrekord auf.

## Karriere
Im Alter von 22 Jahren wechselte Kenneth Brown zur Saison 1978/79 zum ESV Kaufbeuren (ESVK), mit dem er am Ende seiner ersten Spielzeit in Deutschland aus der Bundesliga abstieg. Dennoch verlängerte er seinen Vertrag beim ESVK und bildete in der 2. Bundesliga im folgenden Jahr eine Sturmformation mit Adam Brown und dem erst 17-jährigen Dieter Hegen. Das Trio dominierte die Liga und trug mit zusammen 204 Toren maßgeblich zum sofortigen Wiederaufstieg bei. Kenneth Brown war der erfolgreichste Torschütze der Reihe und erzielte in einem Auswärtsspiel beim EHC 70 München sein 100. Saisontor. Insgesamt traf er allein in dieser Partie sechsmal.
Trotz des Aufstiegs mit Kaufbeuren blieb Brown in der 2. Bundesliga und wechselte zur Saison 1980/81 zum RSC Bremerhaven, wo er weiterhin mit Adam Brown zusammenspielte. Im Sommer 1983 wechselte der Stürmer erneut innerhalb der Liga zum Krefelder EV. Mit seinem dortigen Sturmpartner Jim Hoffmann bildete er abermals das torgefährlichste Duo und erzielte in den Spielzeiten 1984/85 und 1985/86 schon in den Vorrunden jeweils mehr als 100 Scorerpunkte. In den folgenden Relegationsspielen konnte er sogar jeweils einen Punkteschnitt von mehr als 2,0 vorweisen.
Nach zwei Jahren beim EHC Basel in der Nationalliga B, bei dem er in der Saison 1987/88 in der Rolle des Spielertrainers aktiv war, kehrte Brown zur Saison 1988/89 in die 2. Bundesliga zurück. Beim SC Solingen traf er in zehn Partien nur dreimal und zog dann innerhalb der Saison weiter zum neu gegründeten ECD Sauerland in die Oberliga, bei dem er seine Tor- und Punkteausbeute wieder deutlich steigern konnte. Mit 35 Treffern in 18 Vorrundenspielen und 19 Toren in der Relegation war er einer der entscheidenden Faktoren zum Gewinn der Oberliga-Meisterschaft sowie zum Aufstieg in die 2. Bundesliga. Beim EC Braunlage ließ der Kanadier seine Karriere in der Saison 1990/91 schließlich ausklingen.

## Erfolge und Auszeichnungen
- 1980 Meister der 2. Bundesliga und Aufstieg in die Bundesliga mit dem ESV Kaufbeuren
- 1989 Oberliga-Meister und Aufstieg in die 2. Bundesliga mit dem ECD Sauerland

## Karrierestatistik
(Legende zur Spielerstatistik: Sp oder GP = absolvierte Spiele; T oder G = erzielte Tore; V oder A = erzielte Assists; Pkt oder Pts = erzielte Scorerpunkte; SM oder PIM = erhaltene Strafminuten; +/− = Plus/Minus-Bilanz; PP = erzielte Überzahltore; SH = erzielte Unterzahltore; GW = erzielte Siegtore; 1 Play-downs/Relegation; Kursiv: Statistik nicht vollständig)